# Foa (Insel)
Foa ist neben Lifuka eine der beiden Hauptinseln von Haʻapai, einer zu Tonga gehörenden Inselgruppe. Die Koralleninsel hat eine Fläche von 13,39 km² und ist über Dämme und Brücken mit der 600 Meter südlich gelegenen Insel Lifuka verbunden.
Die Bevölkerung fiel zwischen den Volkszählungen 1996 und 2021 von 1434 auf 1340 Einwohner. Sie verteilt sich auf sechs Dörfer:
- Fakaleʻounga (158)
- Fotua (235)
- Lofotoa (411)
- Faleloa (309)
- Haʻafakahenga (120)
- Haʻateiho siʻi (107)

Die beiden letztgenannten Dörfer werden bisweilen als zu Faleloa gehörig angesehen, sodass im Ergebnis auch von vier Dörfern auf Foa die Rede ist.
Im gesamten Inselgebiet können Petroglyphen gefunden werden.